# Arrondissement de Schleswig-Flensbourg
L’arrondissement de Schleswig-Flensbourg (en allemand : Kreis Schleswig-Flensburg, en danois : Slesvig-Flensborg amt) est un arrondissement  (Kreis ou Landkreis en allemand) du Land de Schleswig-Holstein, en Allemagne. Son chef-lieu est Schleswig.

## Géographie
L'arrondissement est délimité au nord par la frontière danoise et la ville de Flensburg, à l'est par la mer Baltique, au sud par l’arrondissement de Rendsburg-Eckernförde, au sud-ouest par l'arrondissement de Dithmarse et à l'ouest par l'arrondissement de Frise-du-Nord.
L'arrondissement est le deuxième du Land en superficie, après l’arrondissement de Rendsburg-Eckernförde.

## Villes, communes et communautés d'administration
(Nombre d'habitants le 31 décembre 2011)
| Villes et communes non liées à un canton                                                                                                   | Villes et communes non liées à un canton |
| --- | ---------------------------------------- |
| - 1. Glucksbourg, ville (5 864) - 2. Handewitt (10 867) - 3. Harrislee (11 470) - 4. Kappeln, ville (9 628) - 5. Schleswig, ville (24 133) |                                          |

Cantons avec leurs communes liées : (* = siège administratif)
| - 1. Amt Arensharde (13 987) 1. Bollingstedt (1 471) 2. Ellingstedt (824) 3. Hollingstedt (1 005) 4. Hüsby (789) 5. Jübek (2 608) 6. Lürschau (1 127) 7. Schuby (2 528) 8. Silberstedt* (2 204) 9. Treia (1 431) - 2. Amt Eggebek (8 898) 1. Eggebek* (2 557) 2. Janneby (441) 3. Jerrishoe (963) 4. Jörl (808) 5. Langstedt (1 050) 6. Sollerup (485) 7. Süderhackstedt (341) 8. Wanderup (2 253) - 3. Amt Geltinger Bucht (12 401) 1. Ahneby (212) 2. Esgrus (761) 3. Gelting (1 876) 4. Hasselberg (880) 5. Kronsgaard (231) 6. Maasholm (639) 7. Nieby (206) 8. Niesgrau (578) 9. Pommerby (161) 10. Rabel (637) 11. Rabenholz (291) 12. Stangheck (220) 13. Steinberg (900) 14. Steinbergkirche* (1 349) 15. Sterup (1 365) 16. Stoltebüll (806) - 4. Amt Haddeby (8 804) 1. Borgwedel (725) 2. Busdorf* (2 018) 3. Dannewerk (1 140) 4. Fahrdorf (2 472) 5. Geltorf (397) 6. Jagel (963) 7. Lottorf (232) 8. Selk (857) | - 5. Amt Hürup (8 386) 1. Ausacker (496) 2. Freienwill (1 509) 3. Großsolt (1 834) 4. Hürup* (1 158) 5. Husby (2 271) 6. Maasbüll (706) 7. Tastrup (412) - 6. Amt Kappeln-Land (1 490) [Siège : Kappeln] 1. Arnis, ville (273) 2. Grödersby (245) 3. Oersberg (338) 4. Rabenkirchen-Faulück (634) - 7. Amt Kropp-Stapelholm (16 675) 1. Alt Bennebek (350) 2. Bergenhusen (674) 3. Börm (736) 4. Dörpstedt (546) 5. Erfde (1 955) 6. Groß Rheide (927) 7. Klein Bennebek (534) 8. Klein Rheide (316) 9. Kropp* (6 400) 10. Meggerdorf (672) 11. Norderstapel (808) 12. Süderstapel (1 047) 13. Tetenhusen (929) 14. Tielen (285) 15. Wohlde (496) - 8. Amt Langballig (8 007) 1. Dollerup (1 012) 2. Grundhof (872) 3. Langballig* (1 510) 4. Munkbrarup (1 088) 5. Ringsberg (509) 6. Wees (2 253) 7. Westerholz (763) - 9. Amt Mittelangeln (9 735) 1. Mittelangeln* (4969) 2. Schnarup-Thumby (578) 3. Sörup (4 157) - 10. Amt Oeversee (10 455) 1. Oeversee (3 300) 2. Sieverstedt (1 655) 3. Tarp* (5 500) | - 11. Amt Schafflund (12 320) 1. Böxlund (108) 2. Großenwiehe (2 828) 3. Holt (191) 4. Hörup (628) 5. Jardelund (324) 6. Lindewitt (2 110) 7. Medelby (878) 8. Meyn (688) 9. Nordhackstedt (475) 10. Osterby (339) 11. Schafflund* (2 379) 12. Wallsbüll (887) 13. Weesby (485) - 12. Amt Südangeln (13 313) 1. Böklund* (1 409) 2. Brodersby (483) 3. Goltoft (235) 4. Havetoft (881) 5. Idstedt (847) 6. Klappholz (514) 7. Neuberend (1 126) 8. Nübel (1 380) 9. Schaalby (1 633) 10. Stolk (810) 11. Struxdorf (663) 12. Süderfahrenstedt (492) 13. Taarstedt (876) 14. Tolk (1 014) 15. Twedt (499) 16. Uelsby (451) - 13. Amt Süderbrarup (10 925) 1. Böel (733}) 2. Boren (746) 3. Brebel (397) 4. Dollrottfeld (269) 5. Loit (259) 6. Mohrkirch (992) 7. Norderbrarup (622) 8. Nottfeld (139) 9. Rügge (239) 10. Saustrup (207) 11. Scheggerott (361) 12. Steinfeld (736) 13. Süderbrarup* (3 902) 14. Ulsnis (674) 15. Wagersrott (250) |

## Carte des communes et des communautés de communes (Ämter)

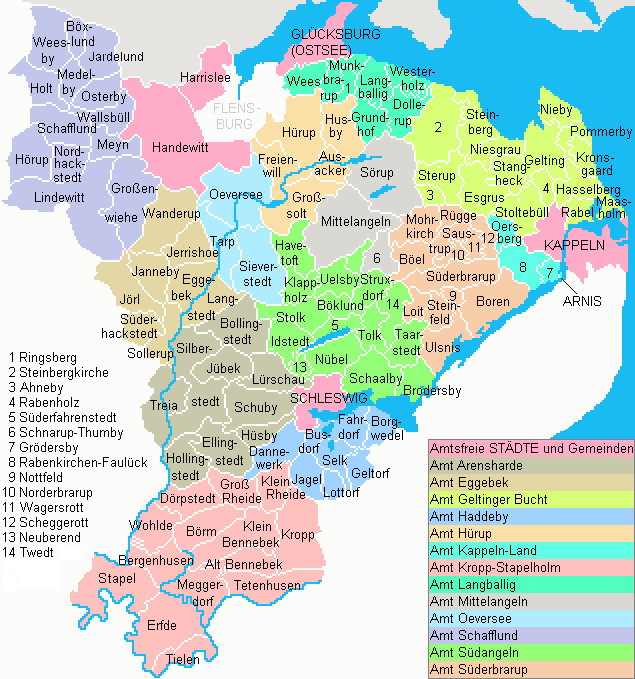
Découpage de l’arrondissement